# Llanberis-hágó

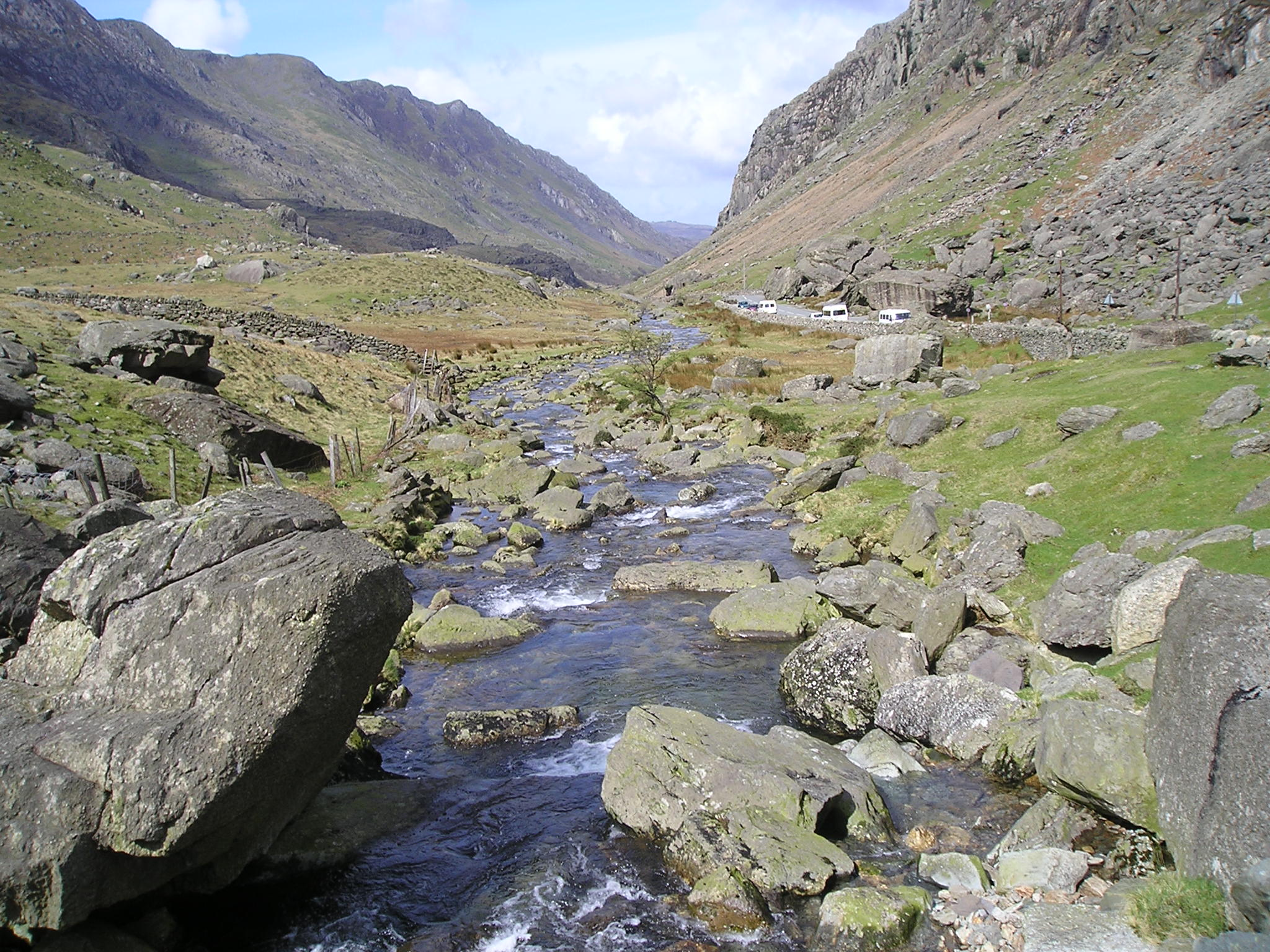

A Llanberis-hágó (walesi nyelven Bwlch Llanberis) Walesben, a Snowdonia hegységben az A4086-os úton Llanberis és Pen-y-Pass között, a Glyderau és a Snowdon hegyek között húzódik. A hágó alján található Nant Peris falucska, amely a régi Saint Peris-templom köré épült.
Gyakori buszjárat közlekedik Betws-y-Coed, Capel Curig, Pen-y-Gwryd és Pen-y-Pass irányából, valamint Pen-y-Pass, Nant Peris és Llanberis között.

## Érdekesség
1968-ban a hágó területén forgatták Gerald Thomas rendező Folytassa a Khyber-szorosban! című vígjátékának a filmbéli Haibár-hágón (Khyber-hágón) játszódó külső jeleneteit.

## Külső hivatkozások
- Képes útleírás (angolul)